# Pousta Reka
Pousta Reka (en macédonien Пуста Река) est un village du centre de la Macédoine du Nord, situé dans la municipalité de Krouchevo. Le village comptait 134 habitants en 2002.

## Démographie
Lors du recensement de 2002, le village comptait :
- Macédoniens : 134